# Давутоглу, Ахмет
Ахме́т Давутоглу́ (тур. Ahmet Davutoğlu; род. 26 февраля 1959[…], Ташкент, Конья) — турецкий государственный и политический деятель. Лидер правящей Партии справедливости и развития с 21 августа 2014 по 22 мая 2016 года. Премьер-министр Турции с 28 августа 2014 по 22 мая 2016 года.

## Происхождение
Родился 26 февраля 1959 года в районе Ташкент провинции Конья (Турция).

## Образование
Среднее образование получил в Стамбульском мужском лицее. В 1983—84 учебном году окончил Босфорский университет (Стамбул) по двум направлениям: «Экономика» и «Политология и международные отношения». Продолжив обучение в вузе, получил степень магистра по направлению «Государственное управление» и докторскую степень по направлению «Политология и международные отношения».

## Карьера
В 1990 году начал преподавательскую деятельность на должности ассистента в Международном исламском университете Малайзии. Открыл здесь кафедру политологии, которой заведовал до 1993 года.
В 1993 году получил звание доцента. С 1995 по 1999 год работал на кафедре международных отношений в Университете Мармара.
В 1998—2002 годах читал лекции в качестве приглашённого преподавателя в Академии вооружённых сил и военных академиях Турции.
В 1999—2004 годах работал в должности преподавателя, профессор. Состоял в совете управления, входил в учёный совет, заведовал кафедрой международных отношений в Университете Бейкент. Читал курс лекций в качестве приглашённого педагога на кафедре международных отношений в Университете Мармара.
18 января 2003 года указом президента Турции Ахмета Недждета Сезера и премьер-министра Абдуллы Гюля Ахмету Давутоглу был присвоен ранг чрезвычайного и полномочного посла.
С 1 мая 2009 по 28 августа 2014 года — министр иностранных дел Турции.
21 августа 2014 года был избран лидером правящей Партии справедливости и развития, 
а 28 августа 2014 года назначен исполняющим обязанности премьер-министра Турции. На следующий день получил вотум доверия в парламенте Турции. 
9 июня 2015 года подал в отставку с поста премьера. 28 августа 2015 года сформировал временное правительство из 13 министров от Партии справедливости и развития и 13 внефракционных на предвыборный период до конца 2015 года. 17 ноября 2015 года президент Эрдоган поручил Давутоглу сформировать новое правительство.
22 мая 2016 года премьер-министр Турции Ахмет Давутоглу представил президенту Турции Реджепу Тайипу Эрдогану прошение об отставке. В тот же день Эрдоган принял его отставку, однако попросил его исполнять обязанности до формирования нового правительства.

## Идеолог неоосманизма
Будучи министром иностранных дел, Давутоглу официально осуждал использование термина «неоосманизм» применительно к новому курсу внешней политики Турции. Однако ещё в 2001 году им была опубликована книга, получившая название «Стратегическая глубина. Международное положение Турции» (тур. Stratejik derinlik: Türkiye'nin uluslararası konumu). В книге излагается по существу стратегия превращения Турции в мировую державу через снижение зависимости от Запада и западных организаций за счёт установления системы балансов — выстраивания отношений с ключевыми странами за пределами Запада и выход на доминирующие позиции на «постосманском» пространстве.

## Катастрофа Су-24 24 ноября 2015 года
24 ноября 2015 года турецкими истребителями F-16 был сбит бомбардировщик СУ-24 российской авиационной группы в Сирии, по утверждению турецких властей, незаконно вторгнувшегося на территорию суверенного государства Турция. По сообщениям СМИ со ссылкой на заявление Ахмета Давутоглу, Вооружённые силы Турции действовали по прямому приказу Ахмета Давутоглу. Вследствие этих действий произошло резкое ухудшение отношений между Россией и Турцией. Ещё до сбития российского самолёта Ахмет Давутоглу заявил в интервью, что Турция не позволит незаконно пролетать турецкую границу даже птицам.